# Try čarapachi
Try čarapachi (pol. Trzy żółwie) – czwarty studyjny album białoruskiego zespołu rockowego N.R.M., wydany w 2000 roku. Płyta zawiera siedem premierowych utworów, nowe wersje trzech piosenek opublikowanych na wydanym kilka miesięcy wcześniej singlu Samotnik (tytułowe „Try čarapachi”, „Čystaja-śvietłaja” i „Mientalnaść”) oraz dziesięć humorystycznych przerywników (utwory o numerach nieparzystych od 1 do 15, 18 i 20).
Album zdobył wielką popularność na Białorusi, podobnie jak jego piosenka tytułowa, która stała się największym przebojem w historii zespołu. W 2011 roku na gali jubileuszowej nagród muzycznych „Rok-karanacyja” w Mińsku płyta została uznana za rockowy album piętnastolecia na Białorusi.

## Lista utworów
Muzyka i teksty wszystkich utworów autorstwa zespołu.
| Nr  | Tytuł utworu           | Długość |
| --- | ---------------------- | ------- |
| 1.  | „Ranica”               | 0:31    |
| 2.  | „My žyviem niakiepska” | 4:11    |
| 3.  | „Śniadanak”            | 0:22    |
| 4.  | „Bamžy”                | 3:48    |
| 5.  | „Mahilny”              | 0:44    |
| 6.  | „Dzied Maroz”          | 3:20    |
| 7.  | „Chruść i papałam”     | 1:15    |
| 8.  | „Mientalnaść”          | 4:32    |
| 9.  | „Bazar”                | 0:26    |
| 10. | „Katlet-matlet”        | 5:20    |
| 11. | „Urač-urołah”          | 0:36    |
| 12. | „Čystaja-śvietłaja”    | 4:37    |
| 13. | „Naładka barabanaŭ”    | 0:21    |
| 14. | „Try čarapachi”        | 3:23    |
| 15. | „Cielepaty”            | 0:50    |
| 16. | „Katuj-ratuj”          | 5:17    |
| 17. | „Dastała”              | 4:28    |
| 18. | „Spać, spać...”        | 0:20    |
| 19. | „Chudsaviet”           | 3:52    |
| 20. | „P.S.”                 | 1:10    |
|     |                        | 49:23   |

## Twórcy

### Muzycy
- Lawon Wolski – wokal, gitara
- Pit Paułau – gitara
- Juraś Laukou – gitara basowa, wokal wspomagający
- Aleh Dziemidowicz – perkusja, wokal wspomagający, pomysł okładki albumu
- Alaksandr Pamidorau – „azjatycki” wokal w tle (utwór 10)

### Pozostali
- Hienadź Syrakwasz – realizacja nagrań utworów muzycznych
- Anatol Dodź – realizacja nagrań „przerywników”
- Wasil Citou – design okładki
- Siarhiej Każamiakin – fotografie[4]